# Jim Inhofe
Mountain James "Jim" Inhofe (Des Moines, 17 de novembro de 1934 – Tulsa, 9 de julho de 2024) foi um político estadunidense, membro do Partido Republicano. Serviu como senador de 1994 a janeiro de 2023 representando Oklahoma.
É considerado um dos maiores negacionistas das mudanças climáticas nos Estados Unidos.
Em um famoso discurso no Senado dos Estados Unidos, em 2003, ele disse que o aquecimento global era “a maior fraude já perpetrada contra o povo estadunidense”. Em 2010, ele pediu que o Departamento de Justiça abrisse investigações criminais contra os cientistas que estudam as mudanças climáticas.

## Vida pessoal e morte
Inhofe foi casado com Kay Kirkpatrick, com que tem quatro filhos.
Morreu em 9 de julho de 2024 em Tulsa devido a um acidente vascular cerebral.

## Senado

### Fundos para campanha
Durante a eleição de 2008, foram doados 985 mil dólares a campanha de Inhofe.

### Comissões
Durante o 111º Congresso dos Estados Unidos, Inhofe é membro seguintes comissões:
- Comissão dos Serviços Armados
- Subcomissão Airland
- Subcomissão de Apoio e Gestão de prontidão
- Subcomissão de Forças Estratégicas
- Comissão do Meio Ambiente e Obras Públicas